# Chuck Menville
Charles David Menville, mer känd som Chuck Menville, född 17 april 1940 i Baton Rouge, Louisiana, död 15 juni 1992 i Malibu, Kalifornien, var en amerikansk animatör och manusförfattare. Han har jobbat med tecknade TV-serier som Batman: The Animated Series, Land of the Lost, The Real Ghostbusters, Smurfarna, Star Trek: The Animated Series och Tiny Toon Adventures. Han är far till Scott och Chad Menville.